# Турлавіль
Турлаві́ль (фр. Tourlaville) — колишній муніципалітет у Франції, у регіоні Нормандія, департамент Манш. Населення — 15 836 осіб (2011).
Муніципалітет був розташований на відстані близько 300 км на захід від Парижа, 105 км на північний захід від Кана, 70 км на північний захід від Сен-Ло.

## Історія
До 2015 року муніципалітет перебував у складі регіону Нижня Нормандія. Від 1 січня 2016 року належав до нового об'єднаного регіону Нормандія.
1 січня 2016 року Турлавіль, Шербур-Октевіль, Екердревіль-Енневіль, Ла-Гласері i Керкевіль було об'єднано в новий муніципалітет Шербур-ан-Котантен.

## Демографія
Динаміка населення (EHESS і Insee ):
Розподіл населення за віком та статтю (2006):
| Стать | Всього | До 15 років | 15-24 | 25-44 | 45-64 | 65-85 | Понад 85 |
| --- | ------ | ----------- | ----- | ----- | ----- | ----- | -------- |
| Чоловіки | 7859   | 1470        | 1049  | 1917  | 2318  | 986   | 119      |
| Жінки | 8777   | 1526        | 1054  | 2089  | 2356  | 1486  | 266      |
| \| Статево-вікова піраміда \| Статево-вікова піраміда \| Статево-вікова піраміда \| \| ----------------------- \| ----------------------- \| ----------------------- \| \| Чоловіки \| Вік \| Жінки \| \| 119 \| 85 + \| 266 \| \| 141 \| 80-84 \| 293 \| \| 248 \| 75-79 \| 440 \| \| 246 \| 70-74 \| 388 \| \| 351 \| 65-69 \| 365 \| \| 387 \| 60-64 \| 403 \| \| 532 \| 55-59 \| 584 \| \| 729 \| 50-54 \| 670 \| \| 670 \| 45-49 \| 699 \| \| 583 \| 40-44 \| 648 \| \| 545 \| 35-39 \| 582 \| \| 452 \| 30-34 \| 474 \| \| 337 \| 25-29 \| 385 \| \| 507 \| 20-24 \| 452 \| \| 542 \| 15-20 \| 602 \| \| 545 \| 10-14 \| 521 \| \| 482 \| 5-9 \| 562 \| \| 443 \| 0-4 \| 443 \| |        |             |       |       |       |       |          |
| Статево-вікова піраміда |        |             |       |       |       |       |          |
| Чоловіки | Вік    | Жінки       |       |       |       |       |          |
| 119 | 85 +   | 266         |       |       |       |       |          |
| 141 | 80-84  | 293         |       |       |       |       |          |
| 248 | 75-79  | 440         |       |       |       |       |          |
| 246 | 70-74  | 388         |       |       |       |       |          |
| 351 | 65-69  | 365         |       |       |       |       |          |
| 387 | 60-64  | 403         |       |       |       |       |          |
| 532 | 55-59  | 584         |       |       |       |       |          |
| 729 | 50-54  | 670         |       |       |       |       |          |
| 670 | 45-49  | 699         |       |       |       |       |          |
| 583 | 40-44  | 648         |       |       |       |       |          |
| 545 | 35-39  | 582         |       |       |       |       |          |
| 452 | 30-34  | 474         |       |       |       |       |          |
| 337 | 25-29  | 385         |       |       |       |       |          |
| 507 | 20-24  | 452         |       |       |       |       |          |
| 542 | 15-20  | 602         |       |       |       |       |          |
| 545 | 10-14  | 521         |       |       |       |       |          |
| 482 | 5-9    | 562         |       |       |       |       |          |
| 443 | 0-4    | 443         |       |       |       |       |          |

## Економіка
2010 року серед 10 145 осіб працездатного віку (15—64 років) 7072 були активними, 3073 — неактивними (показник активності 69,7%, у 1999 році було 66,8%). З 7072 активних мешканців працювало 6179 осіб (3175 чоловіків та 3004 жінки), безробітними було 893 (454 чоловіки та 439 жінок). Серед 3073 неактивних 872 особи були учнями чи студентами, 1217 — пенсіонерами, 984 були неактивними з інших причин.

У 2010 році в муніципалітеті числилось 7281 оподатковане домогосподарство, у яких проживали 16447,5 особи, медіана доходів виносила 18 133 євро на одного особоспоживача